# Amonit
Amonit  je vrsta industrijskih eksplozivnih smeša. To je praškasta mešavina amonijum nitrata sa eksplozivnim nitrojedinjenjima  (trinitrotoluen, ređe sa dinitronaftalenom, heksogenom) i neeksplozivnim zapaljivim komponentama (treset, drvno brašno, industrijsko ulje itd.). Usporivači plamena (kao što je natrijum-hlorid) se dodaju sigurnosnim amonitima . U amonite spadaju i eksplozivi - amonali (mešavina NH4NO3 i metala aluminijuma u obliku praha ili prašine).
Sadržaj trotila može varirati. TNT poboljšava detonaciona svojstva nitrata i povećava brizantnost smeše. Amoniti se proizvode jednostavnim mešanjem dobro samlevenih komponenti, a u industriji - topljenjem i granulacijom.
U SSSR-u i Ruskoj Federaciji najrasprostranjenija marka je „Amonit br. 6-ŽV“ prema GOST 21984-76. . Sastav:
- Vodootporni amonijum nitrat - 79 ± 1,5%
- TNT (ili granulotol) - 21 ± 1,5%

U zavisnosti od supstance pomešane sa amonijum nitratom,  podklase amonita su:
- Amatol - sa TNT-om
- Amonal - sa TNT-om i aluminijumskim prahom
- Akuatol - sa TNT-om, vodom i želatinskim agensima
- ANFO - sa tečnim gorivom

## Literatura
- Аммониты (взрывчатые вещества) [Amoniti (eksplozivne materije)]. Velika sovjetska enciklopedija (на језику: руски) (3 изд.).
- ГОСТ 26184-84 Вещества взрывчатые промышленные. Термины и определения
- Hemija: Enciklopedijski udžbenik / Državni centar za jezik i enciklopedije, 2004. - 422 str.  9967-14-021-6.
- Mali Gruzijski Enciklopedijski Rečnik (на језику: руски).